# Lucie Mazauric
Pour les articles homonymes, voir Mazauric.
Lucie, Alix Mazauric, née le 20 août 1900 à Anduze et morte le 9 juin 1983 dans le seizième arrondissement de Paris, est une conservatrice de musée, archiviste et historienne française.

## Biographie

### Origines familiales
Elle est la fille de Félix Mazauric et Jeanne Hébrard (dite Jeannette).

### Études
Elle étudie au lycée de jeunes filles de Nîmes (actuel collège Feuchères), puis à l'École des chartes, où elle rencontre son futur mari André Chamson, élève comme elle.

### Famille
Elle épouse André Chamson le 26 juillet 1924 à Nîmes. Ils sont les parents de la romancière Frédérique Hébrard, née en 1927.
Elle est enterrée aux côtés de son époux sur le serre de la Lusette, près du Pic de Barette qui domine la vallée de Taleyrac, sur la commune de Valleraugue.

## Ouvrages
- Lucie Mazauric, Vive le Front Populaire, Plon, 1976, 219 p. (ASIN B004GWZYFY)
- Lucie Mazauric, André Chamson. Ah Dieu ! Que la paix est jolie., Plon, 1972, 38 p. (ASIN B003BPVG18)
- Lucie Mazauric, Le Louvre en voyage 1939-1945 ou ma vie de châteaux avec André Chamson"", Plon, 1972,  (ISBN 978-2259003551)
- Lucie Mazauric, Belle rose, ô tour Magne, Plon, 1969, 221 p.
- Lucie Mazauric, Nicolas Froment et l'école avignonaise au XVe siècle, Les Éditions Rieder, 1931, 72 p.